# 狡兔酒吧
48°53′19″N 2°20′24″E / 48.8886°N 2.33998°E

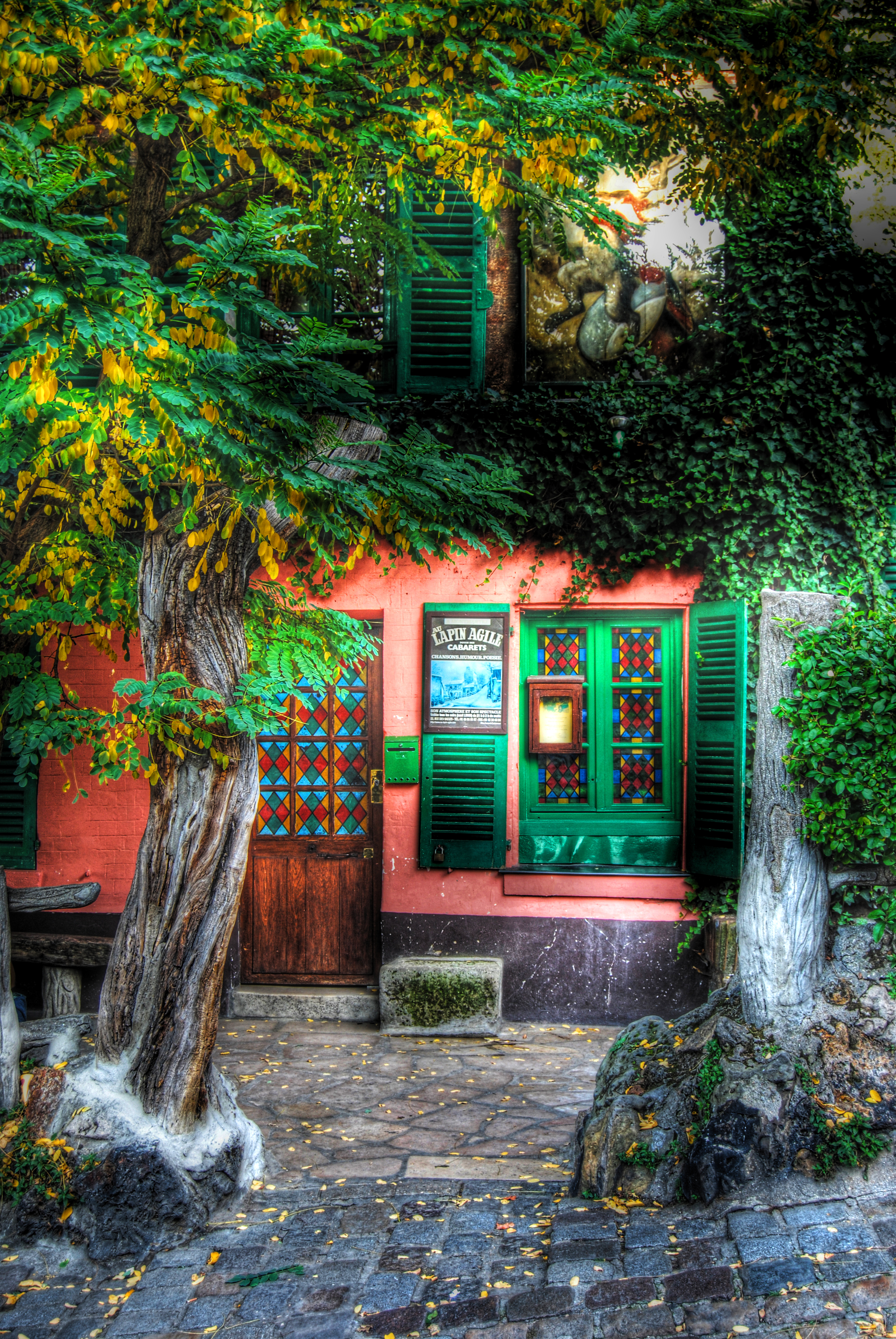
狡兔酒吧

狡兔酒吧（Lapin Agile）是法国巴黎蒙马特著名的酒吧，在陡峭的鹅卵石路Saules街22号。
最初它称为“刺客酒吧”。据说起这个名字，是因为刺客破门而入，杀死了主人的儿子。该夜总会20多岁的时候，在1875年，艺术家安德烈·吉尔画的标志是一个锅里跳出一个兔子的图片，附近居民开始称此夜总会"Le Lapin à Gill",，意思是“吉尔的兔子”。 
在20世纪初，狡兔酒吧成为一个挣扎的艺术家和作家，包括毕加索、莫迪利亚尼、阿波利奈尔和郁特里罗最喜爱的地方。 

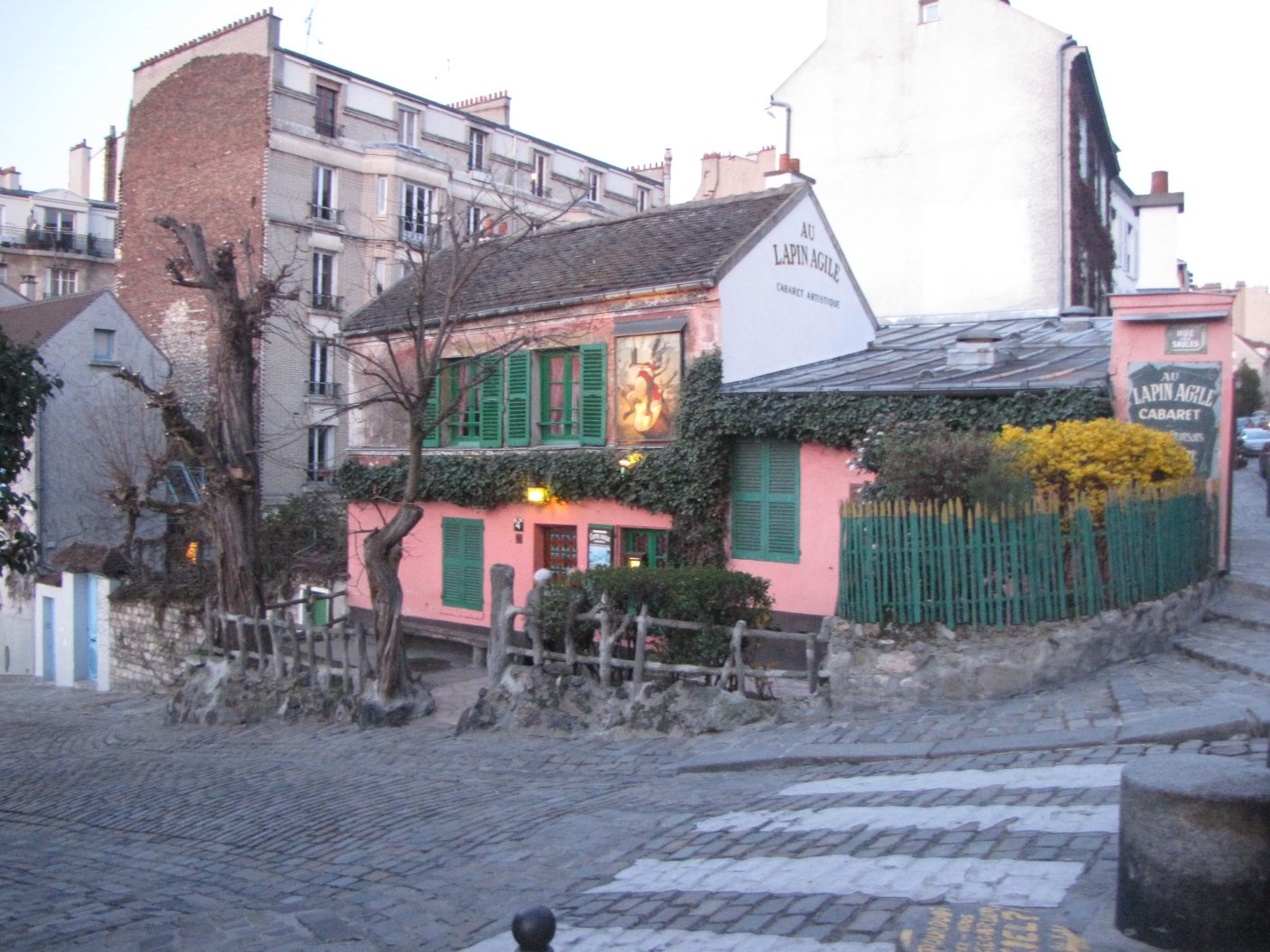
狡兔酒吧

狡兔酒吧位于巴黎第18区蒙马特区的中心，圣心堂西北。由于这里是在20世纪初艺术的巴黎的心脏，曾进行许多关于“艺术的意义”的讨论。 
狡兔酒吧流行值得怀疑的蒙马特性格，包括皮条客，怪人，无政府主义者，以及与来自拉丁区的学生。
毕加索1905年的油画《在狡兔酒吧》使之扬名世界。另一蒙马特艺术家郁特里罗常常在画布上表现该夜总会。
1993年，美国喜剧家史蒂夫马丁写一个剧本《毕加索在狡兔酒吧》，描述了毕加索和爱因斯坦在狡兔酒吧想像中的会议。
今天，很多人前往狡兔酒吧，酒吧的歌舞表演最早可以追溯到15世纪的法国歌曲。